# Hawassa

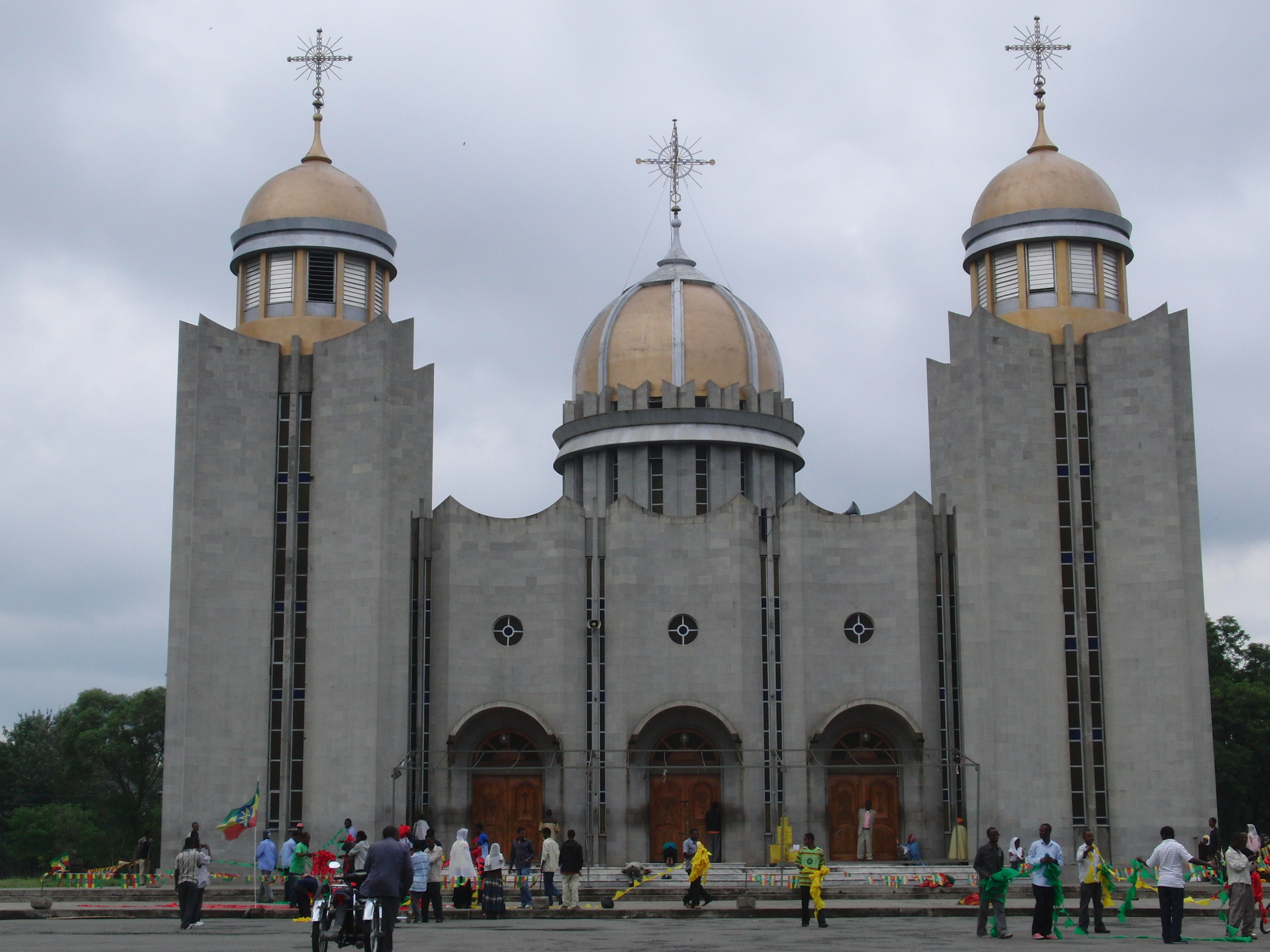
Iglesia de San Gabriel en Hawassa

Hawassa (amhárico: አዋሳ, Äwasa) (también escrito Awassa) es una ciudad de Etiopía, ubicada a orillas del lago Awasa, en el Gran Valle del Rift. 
Desde el 2006 Hawassa es la capital del sur de la Región de los Pueblos del Sur aunque se convirtió a finales del 2020 en la capital también de la Región de Sidama.  La ciudad se encuentra en la carretera que une a Addis Abeba con Nairobi. Hawassa tiene una altitud de 1.708 m s. n. m. y una población de 125.315 habitantes.